# Cabeção
Cabeção, właśc. Luis Moraes (ur. 23 sierpnia 1930 w São Paulo, zm. 6 stycznia 2020 tamże) – piłkarz brazylijski, występujący na pozycji bramkarza.

## Kariera klubowa
Karierę piłkarską Cabeção zaczął w klubie Corinthians Paulistaw 1949 roku. Z klubem z São Paulo trzykrotnie zdobył mistrzostwo Stanu São Paulo – Campeonato Paulista w 1951, 1952, 1954 oraz trzykrotnie wygrał Turniej Rio-São Paulo w 1950, 1953, 1954 roku. Po zaliczeniu krótkiego epizodu w Bangu AC w 1954 roku, przeszedł W 1943 przeszedł do Portuguesy São Paulo, z którą wygrał Turniej Rio-São Paulo w 1955 roku. W późniejszych latach jeszcze dwukrotnie grał w Corinthians Paulista, a także w Comercial Ribeirão Preto i Juventusie São Paulo. Ostatnim etapem kariery była ponownie Portuguesa São Paulo, gdzie zakończył karierę w 1969 roku.

## Kariera reprezentacyjna
W reprezentacji Brazylii Cabeção zadebiutował 9 maja 1954 w meczu z nieoficjalną reprezentacją Kolumbii, wchodząc na boisko za Veludo. Był to jedyny jego występ w barwach canarinhos. Miesiąc później Cabeção był członkiem kadry na mistrzostwa świata w Szwajcarii, na których Brazylia odpadła w ćwierćfinale z reprezentacją Węgier. W 1956 roku był członkiem kadry Brazylii na Copa América 1956. Nigdy nie wystąpił w reprezentacji w oficjalnym meczu międzypaństwowym. W 1952 roku wygrał z Brazylią Mistrzostwa Panamerykańskie.